# Бондс, Барри
Барри Бондс (англ. Barry Bonds; род. 24 июля 1964, Риверсайд, Калифорния) — американский бейсболист, выступавший за команды Главной лиги бейсбола «Питтсбург Пайрэтс» и «Сан-Франциско Джайентс» на позиции левого игрока внешнего поля (левый аутфилдер). Бондсу принадлежит несколько рекордов МЛБ, самый значительный из которых — по количеству хоум-ранов. 7 августа 2007 года, сделав 756-й хоум-ран в матче против «Вашингтон Нэшионалс», он опередил по этому показателю Хэнка Аарона, чей рекорд продержался 33 года.
Бондсу также принадлежит рекорд по проходам (walks, 2547) и «преднамеренным» проходам (intentional walks, 681). В сезоне 2001 года Бондс сделал 73 хоум-рана, что является рекордом для одного сезона. Семь раз он признавался самым ценным игроком года, что также не удавалось никому ранее. На данный момент на счету Бондса 762 хоум-рана.
Отец Барри — Бобби Бондс также был известным бейсболистом.

## Ранние годы
С 1980 по 1982 год Бондс играл за спортивную команду своей средней школы в Сан-Матео (Калифорния). На драфте МЛБ в 1982 году он был выбран командой «Сан-Франциско Джайентс» во втором раунде, но команда и игрок не смогли договориться об условиях контракта, и Бондс решил уделить внимание университету.
Бондс поступил в Аризонский университет, где у него и началась бейсбольная карьера. В 1984 году он отбивал в среднем 36% бросков и «украл» 30 баз. В 1985 он сделал 23 хоум-рана с 66-ю засчитанными пробежками (RBI) и отбивал 36,8%. В 1986 году Бондс окончил университет со степенью по криминологии.

## Карьера в МЛБ

### Питтсбург Пайрэтс
Бондс был задрафтован командой «Питтсбург Пайрэтс» в первом раунде под общим шестым номером на драфте МЛБ 1985 года. После периода в лигах рангом ниже с «Принс Уильям Пайрэтс» и «Гавайи Айлендерс», Бондс дебютировал в МЛБ 30 мая 1986 года. По итогам сезона, в котором он сделал 16 хоумранов и «украл» 36 баз, он занял шестое место в голосовании лучшего новичка сезона. Во втором своём сезоне он сделал уже 25 хоумранов, украл 32 базы и завершил сезон с показателем RBI — 59.
Бондс продолжал прогрессировать и в 1990 году, отбивая в среднем 30,1% бросков, сделав при этом 33 хоумрана и 114 RBI, он получил свою первую награду «самому ценному игроку сезона». В следующем сезоне у Бондса было 25 хоумранов при 114 RBI. Во второй год он выиграл награды «Золотая перчатка», которой награждаются лучшие игроки на каждой позиции на поле в обеих лигах, и «Silver Slugger Award», вручаемой лучшим игрокам нападения на каждой позиции в каждой лиге. Но MVP сезона ему второй раз получить не удалось — он финишировал вслед за бэттером Терри Пендлетоном.
В 1992 году Бондс, сделавший 34 хоумрана, 103 RBI и отбивав в среднем 31,1%, выиграл свою вторую награду MVP сезона. Благодаря ему «Питтсбург» выиграл Восточный дивизион Национальной лиги. Но в матче за право играть в Мировой серии «Пираты» уступили «Атланте Брэйвс» 3-4. Уже третий сезон подряд «Питтсбург» оставался в шаге от Мировой серии.

### Сан-Франциско Джайентс

#### 1993-1999
В 1993 года Бондс ушёл из «Питтсбурга» и как свободный агент подписал контракт с «Сан-Франциско» на рекордную тогда сумму 43,75 миллионов долларов США на 6 лет. В «Джайентс» играл и отец Барри на протяжении первых 7 лет своей карьеры и крёстный отец Уилли Мэйс, который 22 из своих 24 сезонов провёл именно в этой команде. В память о своём отце Бобби, игравшим под номером «25», Бондс поменял свой номер на этот, и продолжает играть с ним до сих пор. Номер 24, с которым Бондс играл в «Питтсбурге», был выведен из обращения в «Сан-Франциско», где под ним играл Уилли Мэйс.
В первом сезоне в новой команде Бондс отбивал 33,6%, занял первое место по хоумранам (46) и по RBI (123), и завоевал свою вторую подряд награду MVP, и третью вообще. Несмотря на 103 победы в сезоне, «Сан-Франциско» не смог пробиться в плей-офф, так как у «Атланты» было на одну победу больше (тогда в плей-офф попадали только победители дивизионов, путёвок Wild-Card не существовало). В укороченном сезоне 1994 года Бондс отбивал 31,2%, сделал 37 хоумранов и лидировал в лиге с 74 проходами. В голосовании MVP года он финишировал четвёртым. В следующем сезоне он сделал на 4 хоумрана меньше, отбивав 29,4% и финишировал только 12 в голосовании MVP сезона.
В 1996 году Бондс стал первым игроком Национальной лиги сделавшим 40 хоумранов и «укравшим» 40 баз и одном сезоне (в 2006 это достижение повторил Альфонсо Сориано из «Вашингтон Нэшионалс»). Отбивая 30,8% он установил тогдашний рекорд Национальной лиги по «уолкам» (151). В том же году Бондс стал четвёртым игроком в истории укравшим 300 баз и сделавшим 300 хоумранов за карьеру, присоединившись к Уилли Мэйсу, Андре Доусону и Бобби Бондсу. В 1997 году Бондс отбивал 29,1% — наихудший показатель, начиная с 1989 года. Второй год подряд он сделал 40 хоумранов и снова был лидером в лиге по «уолкам» (145).
В 1998 году Бондс выиграл свою восьмую награду «Золотая перчатка» и стал первым игроком, который за карьеру 400 раз посылал мяч за пределы площадки и 400 «крал» базы. В голосовании MVP сезона Барри финишировал восьмым. В 1999 году журнал «Sporting News» опубликовал свой список «100 величайших бейсболистов», в котором поместил Бондса на 31 строчку (лучший среди тогда действующих игроков). В 2005 году журнал выпустил новую версию списка, в которой Бондс был уже на 6 позиции, уступая только Бейбу Руту, Уилли Мэйсу, Таю Коббу, Уолтера Джонсону и Хэнку Аарону. Несмотря на это Бондс не вошёл в «Команду века МЛБ», в которую вошёл другой действующий игрок — Кен Гриффи-младший. Билл Джеймс, бейсбольный писатель и историк, написал о Бондсе: «Несомненно самая недооценённая суперзвезда в моей жизни… Гриффи всегда был популярней, но Бондс, как игрок, намного лучше».

#### 2000-2004

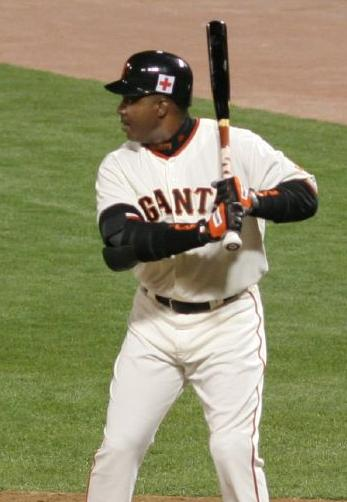
Барри Бондс, 14 сентября 2005 года

К концу сезона 1999 года Бондс уже был одним из лучших игроков лиги, и был самым вероятным кандидатом в Зал Славы. Но в возрасте, когда кондиции многих игроков идут на спад, Бондс в своих показателях прибавлял. В 2000 году, в возрасте 36 лет, он отбивал 30,6%, сделал 49 хоумранов в 143 играх (лучший результат в карьере на то время), и занял первое место в лиге по «уолкам» (117). В следующем году Бондс установил не только свои личные рекорды и также лиги. В первых 50-ти играх «Джайентс» Бондс сделал 29 хоумранов, включая 17 в мае (лучший результат в карьере). По окончании сезона на его счету было 177 прохода, 51,5% по показателю OBA и 86,3% по SLG (всего 411 баз в 476 выходах к бите), и, что самое важное, 73 хоумрана за один сезон — новый рекорд МЛБ, который держится до сих пор.
В 2002 году Бондс сделал 46 хоумранов за 403 выхода к бите. Он выиграл титул лучшего бэттера Национальной лиги с лучшим для в карьере показателем — 37,0% отбитых бросков при всего 47 страйк-аутах. Несмотря на то, что в этом году он провёл на 9 игр меньше, чем в прошлом, 198 «уолков» Бондса стали новым рекордом лиги. 9 августа Бондс сделал свой 600-й хоумран за карьеру, разменяв новую сотню меньше, чем за полтора года. В 2003 Бондс сыграл только в 130 играх, сделав 45 хоумранов за 390 выходов к бите. Он также стал первым членом «клуба 500/500» (500 хоумранов и 500 украденных баз).
В 2004 году Бондс провёл один из лучших своих сезонов. Он отбивал в среднем 36,2 %, завоевав второй титул лучшего бэттера Национальной лиги, и побил свой собственный рекорд по «уолкам» (232). В апреле он превзошёл Мэйса по хоумранам, выйдя по этому показателю на третье месте. Всего по итогам сезона на счету Бондса было 45 хоумранов при всего 41 страйк-ауте. Такое (количество страйк-аутов меньше, чем хоумранов) удавалось лишь нескольким игрокам за всю историю лиги. Бондс завоевал свой четвёртый подряд титул самого ценного игрока сезона и седьмой вообще, на четыре больше, чем у любого другого игрока (награда MVP вручается с 1931 года). 4 июля 2004 года Бондс сначала повторил, а затем и улучшил рекорд Рики Хендерсона по «уолкам» за карьеру (2191).

#### 2005-2006

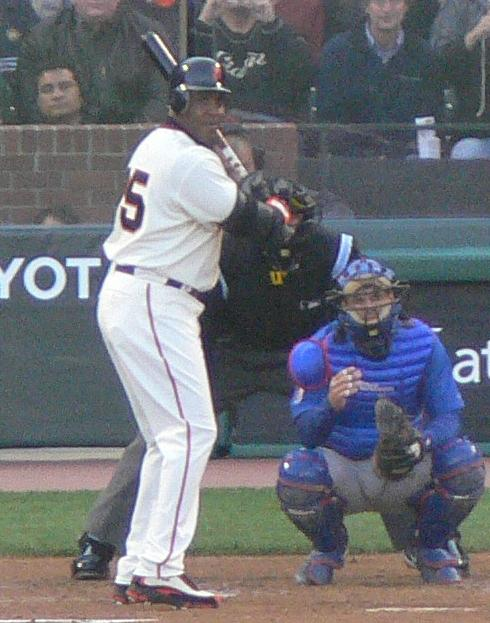
Барри Бондс, 12 мая 2006 года против «Чикаго Кабс»

22 марта 2005 года Бондс объявил о том, что он скорее всего пропустит сезон 2005 года из-за продолжающихся проблем с коленом, которое уже было прооперировано. 4 мая того же года Бондс объявил на своём веб-сайте, что он подвергся третьему хирургическому вмешательству на колене из-за бактериального заражения. В сентябре Бондс начал тренироваться вместе с командой. 12 сентября он возвратился в состав на позицию левого аутфилдера и провёл игру против «Сан-Диего Падрес». В первом же своём выходе к бите он послал мяч за пределы площадки. Бондс закончил сезон с пятью хоумранами за 14 проведённых игр.

### Зарплата
В январе 2002 года Бондс подписал новый пятилетний контракт с «Джайентс» на сумму 90 млн долларов США. Его зарплата за сезон 2005 года составила 22 млн (больше только у Алекса Родригеса из «Нью-Йорк Янкис», 25.2 млн.). В 2006 году Бондс заработал 20 миллионов (не считая бонусы). После 2006 года он заработал приблизительно 172 миллиона долларов США, став самым высокооплачиваемым игроком в истории бейсбола. В 2007 году Бондс заключил новое соглашение с «Сан-Франциско» на сумму 15,8 млн долларов США.

### Достижения
Бондс лидирует среди всех активных игроков по хоумранам, уолкам, преднамеренным уолкам, ранам, играм, выходам к бите за 1 хоумран и статистическим расчётным показателям OBP, XBH и ТВ. Второй по даблам, украденным базам, выходам к бите, хитам и по SLG. Пятый по триплам, восьмой по страйк-аутам и SF.
Бондс является единственным членом «клуба 500—500», означающий 500 хоумранов (762) и 500 украденных баз (514). Он также один из четырёх игроков всех времён, вошедший в «клуб 40-40», означающий 40 хоумранов (42) и 40 украденных баз (40) за один сезон.
Рекорды МЛБ:
Хоумраны: 762; Уолки: 2547; Преднамеренные уолки: 681.
Рекорды МЛБ для одного сезона
Хоумраны: 73 (2001); Уолки: 232 (2003); Преднамеренные уолки: 120 (2004); OBP: 60.9% (2004); SLG: 86.3% (2001).
Лучший результат МЛБ в сезоне
Уолки: 1992, 1996—97, 2001—04; Преднамеренные уолки: 1992—93, 1996—98 2002—04, 2006; Хоумраны: 1993, 2001; SLG: 1990, 1992—93, 2001—04; XBH: 1992—93, 2001; OBP: 1992, 2001—04; TB: 1993; Созданные раны: 1993, 2001—02, 2004; Процент отбития бросков: 2002.
Лучший результат Национальной лиги в сезоне
Уолки: 1994-95, 2000, 2006; Преднамеренные уолки: 1994—95; RBI: 1993; XBH: 1992—93, 2001; OBP: 1991—93, 1995, 2001—04, 2006; Игр: 1995; Раны: 1992; Созданные раны: 1992; Процент отбития бросков: 2004; Выходы к бите за 1 хоумран: 1992—93, 1996, 2000—04.

## Личная жизнь
Бондс живёт в Сан-Франциско со своей второй женой Лиз Уотсон и их дочерью Аиша. У него также есть дом в Беверли Хиллз в Калифорнии. У Бондса также два сына от первого брака с Сан Бондс — Николай и Шикари. Николай работает бэтбоем (мальчик, собирающий с поля биты) на играх «Джайентс» и всегда сидит со своим отцом во время матчей.

## Статистика
| Год             | Взр             | Команда         | Лига            | Игр  | AB   | R    | H    | 2B  | 3B | HR    | RBI  | SB  | CS  | BB     | SO   | BA    | OBP   | SLG   | TB   | SH | SF | IBB   | HBP | GDP |
| --------------- | --------------- | --------------- | --------------- | ---- | ---- | ---- | ---- | --- | -- | ----- | ---- | --- | --- | ------ | ---- | ----- | ----- | ----- | ---- | -- | -- | ----- | --- | --- |
| 1986            | 22              | PIT             | NL              | 150  | 413  | 72   | 92   | 26  | 3  | 16    | 48   | 36  | 7   | 65     | 102  | .223  | .330  | .416  | 172  | 2  | 2  | 2     | 2   | 4   |
| 1987            | 23              | PIT             | NL              | 150  | 551  | 99   | 144  | 34  | 9  | 25    | 59   | 32  | 10  | 54     | 88   | .261  | .329  | .492  | 271  | 0  | 3  | 3     | 3   | 4   |
| 1988            | 24              | PIT             | NL              | 144  | 538  | 97   | 152  | 30  | 5  | 24    | 58   | 17  | 11  | 72     | 82   | .283  | .368  | .491  | 264  | 0  | 2  | 14    | 2   | 3   |
| 1989            | 25              | PIT             | NL              | 159  | 580  | 96   | 144  | 34  | 6  | 19    | 58   | 32  | 10  | 93     | 93   | .248  | .351  | .426  | 247  | 1  | 4  | 22    | 1   | 9   |
| 1990            | 26              | PIT             | NL              | 151  | 519  | 104  | 156  | 32  | 3  | 33    | 114  | 52  | 13  | 93     | 83   | .301  | .406  | .565* | 293  | 0  | 6  | 15    | 3   | 8   |
| 1991            | 27              | PIT             | NL              | 153  | 510  | 95   | 149  | 28  | 5  | 25    | 116  | 43  | 13  | 107    | 73   | .292  | .410* | .514  | 262  | 0  | 13 | 25    | 4   | 8   |
| 1992            | 28              | PIT             | NL              | 140  | 473  | 109* | 147  | 36  | 5  | 34    | 103  | 39  | 8   | 127*   | 69   | .311  | .456* | .624* | 295  | 0  | 7  | 32*   | 5   | 9   |
| 1993            | 29              | SFG             | NL              | 159  | 539  | 129  | 181  | 38  | 4  | 46*   | 123* | 29  | 12  | 126    | 79   | .336  | .458* | .677* | 365* | 0  | 7  | 43*   | 2   | 11  |
| 1994            | 30              | SFG             | NL              | 112  | 391  | 89   | 122  | 18  | 1  | 37    | 81   | 29  | 9   | 74*    | 43   | .312  | .426  | .647  | 253  | 0  | 3  | 18*   | 6   | 3   |
| 1995            | 31              | SFG             | NL              | 144* | 506  | 109  | 149  | 30  | 7  | 33    | 104  | 31  | 10  | 120*   | 83   | .294  | .431* | .577  | 292  | 0  | 4  | 22*   | 5   | 12  |
| 1996            | 32              | SFG             | NL              | 158  | 517  | 122  | 159  | 27  | 3  | 42    | 129  | 40  | 7   | 151*   | 76   | .308  | .461  | .615  | 318  | 0  | 6  | 30*   | 1   | 11  |
| 1997            | 33              | SFG             | NL              | 159  | 532  | 123  | 155  | 26  | 5  | 40    | 101  | 37  | 8   | 145*   | 87   | .291  | .446  | .585  | 311  | 0  | 5  | 34*   | 8   | 13  |
| 1998            | 34              | SFG             | NL              | 156  | 552  | 120  | 167  | 44  | 7  | 37    | 122  | 28  | 12  | 130    | 92   | .303  | .438  | .609  | 336  | 1  | 6  | 29*   | 8   | 15  |
| 1999            | 35              | SFG             | NL              | 102  | 355  | 91   | 93   | 20  | 2  | 34    | 83   | 15  | 2   | 73     | 62   | .262  | .389  | .617  | 219  | 0  | 3  | 9     | 3   | 6   |
| 2000            | 36              | SFG             | NL              | 143  | 480  | 129  | 147  | 28  | 4  | 49    | 106  | 11  | 3   | 117*   | 77   | .306  | .440  | .688  | 330  | 0  | 7  | 22    | 3   | 6   |
| 2001            | 37              | SFG             | NL              | 153  | 476  | 129  | 156  | 32  | 2  | 73*   | 137  | 13  | 3   | 177*   | 93   | .328  | .515* | .863* | 411  | 0  | 2  | 35    | 9   | 5   |
| 2002            | 38              | SFG             | NL              | 143  | 403  | 117  | 149  | 31  | 2  | 46    | 110  | 9   | 2   | 198*   | 47   | .370* | .582* | .799* | 322  | 0  | 2  | 68*   | 9   | 4   |
| 2003            | 39              | SFG             | NL              | 130  | 390  | 111  | 133  | 22  | 1  | 45    | 90   | 7   | 0   | 148*   | 58   | .341  | .529* | .749* | 292  | 0  | 2  | 61*   | 10  | 7   |
| 2004            | 40              | SFG             | NL              | 147  | 373  | 129  | 135  | 27  | 3  | 45    | 101  | 6   | 1   | 232*   | 41   | .362* | .609* | .812* | 303  | 0  | 3  | 120*  | 9   | 5   |
| 2005            | 41              | SFG             | NL              | 14   | 42   | 8    | 12   | 1   | 0  | 5     | 10   | 0   | 0   | 9      | 6    | .286  | .404  | .667  | 28   | 0  | 1  | 3     | 0   | 0   |
| 2006            | 42              | SFG             | NL              | 130  | 367  | 74   | 99   | 23  | 0  | 26    | 77   | 3   | 0   | 115*   | 51   | .270  | .454* | .545  | 200  | 0  | 1  | 38*   | 10  | 9   |
| 2007            | 43              | SFG             | NL              | 107  | 289  | 67   | 81   | 12  | 0  | 26    | 59   | 5   | 0   | 121    | 51   | .280  | .493  | .592  | 171  | 0  | 2  | 36    | 2   | 11  |
| Всего в карьере | Всего в карьере | Всего в карьере | Всего в карьере | 2967 | 9796 | 2219 | 2922 | 599 | 77 | 760 † | 1989 | 514 | 141 | 2547 † | 1536 | .298  | .445  | .608  | 5955 | 4  | 91 | 681 † | 105 | 163 |

- - По данным на 18 августа 2007 года
- * Лидер в лиге
- † Абсолютный рекорд